# Википедија на хрватском језику
Википедија на хрватском језику (хрв. Wikipedija na hrvatskom jeziku; такође хрватска Википедија) је верзија Википедије на хрватском језику, слободне енциклопедије, која данас има 226.139 чланака и заузима на листи Википедија 38. место. Она има 781 изабрана чланка. Настала је 16. фебруара 2003. године, када и Википедија на српском језику.

## Контроверзе
Јутарњи лист је септембра 2013. окарактерисао огранак Википедије на хрватском језику као пристрасну Википедију којом управљају радикални десничари.
Словеначки портал „RTVSLO” је 11. јула 2021 објавио чланак о блокади хрватског администратора и његових присталица, који су судјеловали у ревизионизму усташке идеологије.